# Optimistjolle

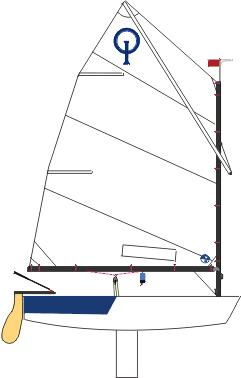
Optimistjolle

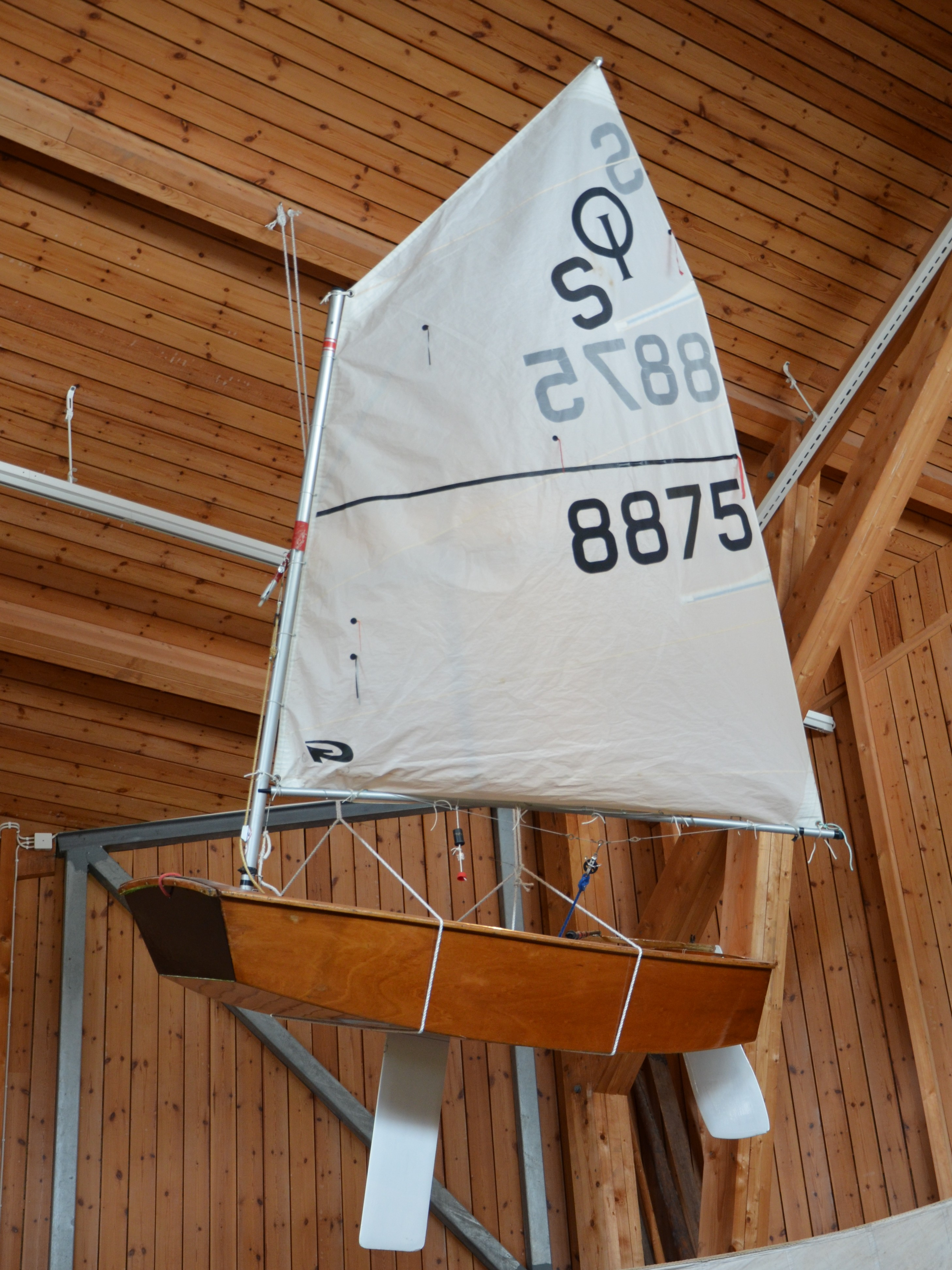
Optimistjolle på Bohusläns museum

Optimistjolle, eller Optimist, är en liten enmansjolle. Optimistjollen känns igen på att den är nästan fyrkantig, använder spristake och har en Q-liknande symbol i seglet som står för International(I) Optimist(O).
Man får tävla i Optimist till och med det år man fyller 15, men många har redan vuxit ur båten innan dess. Många börjar segla båten i åttaårsåldern. Optimisten är troligen världens största båtklass med upp emot 300 000 båtar i världen. I Sverige har över 24 000 Optimistjollar registrerats.
Optimistjollen används i stor utsträckning i seglarskolor för barn, vilket också var det den ursprungligen konstruerades för. Enligt International Optimist Dinghy Association (IODA) hade tre fjärdedelar av dem som tog medalj i segling i olympiska sommarspelen 2004 seglat optimistjolle.

## Särdrag

### Skrov
Skrovet är som en fyrkantig låda. Båten är bredast på mitten, smalare i aktern och smalast i fören. Akterspegeln är helt plan. Alla sidor ansluter till botten i nästan helt räta vinklar, förutom fören, vilken är svagt framåtlutande. Dessa konstruktionsdetaljer underlättar byggandet i plywood. Båten bär på dessa egenskaper trots att de idag ytterst sällan tillverkas av trä utan istället av glasfiberarmerad härdplast.
Då båten är lätt i förhållande till seglaren, påverkas den mycket av seglarens placering. Särskilt viktigt är att inte sitta för långt bak i båten då detta gör att vattnet inte släpper från aktern och turbulens bildas bakom båten. Detta utnyttjas även för att bromsa båten vid behov. Det är få båtar som kan bromsas så effektivt bara genom att använda seglarens vikt. Optimistjollen saknar självläns. Detta gör att båten måste ösas när vatten seglas in eller efter det att den har vält upp efter en kapsejsning. I hård vind är förmågan att ösa effektivt avgörande för att kunna placera sig på kappseglingar, eftersom hur bra båten än seglas kommer det att komma in vatten eftersom båten helt saknar däck och allt vatten som sköljs eller skvätter in måste ösas ut.
I skrovet sitter tre upplåsbara flytkuddar för att förhindra att båten sjunker om den vattenfylls. På en del äldre båtar, innan One-Design-reglerna kom, satt de upplåsbara flytkuddar inbyggda i skrovet och blåses upp genom inspektionsluckor.
Vissa mycket gamla båtar, främst från tillverkaren Falsled, hade dubbelskrov med frigolit emellan och frigolitblock inbyggda. Idag har det ofta kommit in vatten mellan skroven, vilket leder till att de är mycket tunga.

### Roder
Optimistjollens roder är, i förhållande till skrovlängden, mycket stort. Detta tillsammans med att det är bakåtlutat gör att det är lätt att vricka sig fram med båten. Under starter i trånga startfält utnyttjas detta ofta, trots att det bryter mot reglerna. Man vrickar sig upp mot vinden för att få fri vind inför starten. Vrickning utnyttjas även undantagsvis vid andra tillfällen under en kappsegling då man ska ta sig fram en kort sträcka rakt mot vinden. Till exempel kan det utnyttjas om det är lite vind och man inte kan komma upp den allra sista biten till ett märke eftersom andra båtar, som hindrar en från att slå, är i vägen.

### Centerbord
Centerbordet, eller om man ska hårdtolka kappseglingsreglernas definition så borde det kallas sticksvärd (dock säger få sticksvärd om det), är i förhållande till båten varken stort eller litet. Det saknar nästan helt möjlighet att vinkla det fram och bakåt. Som på många andra båtar dras det upp vid undanvind och lite under hårdvindskryss. Även om man har centerbordet i så kan man kapsejsa (tippa över). 

### Rigg
Som bilden visar är seglet fyrkantigt och spristake används. På moderna båtar är mast, bom och spristake aluminiumrör. Masten är inte konstruerad att böja sig. Bommen däremot bör böja sig. Hur mycket man vill att den ska böja sig beror på seglarens vikt, en tyngre seglare vill ha en styvare bom. Skotet fästs i bommen med hjälp av en hanfot (se illustration) längden på hanfoten påverkar även den bommens krökning. Ofta fästs även en tamp på mitten av hanfoten, direkt mellan skot och bom för att kunna fininställa bommens böjning.
Seglet fästs i mast och bom med hjälp av korta tampar, så kallade litsar. Denna lösning är ovanlig på moderna jolleklasser.
Skotet har normalt utväxlingen tre till ett och sista blocket är ett spärrblock. Skotråtta för att tillfälligt fästa skotet är inte tillåtet utan seglaren är tvungen att hela tiden hålla emot seglet.

#### Trim
Riggen kan trimmas dels genom de vanliga trimmen uthal, kick och mastens lutning och dels det för optimisten viktiga trim, spristakens spänning. Lite förenklat kan man säga att spristaken spänns så mycket att seglet inte längre har veck. När det blåser mer, och på kryss, späns spriet medan det släpps i lättvind och på undanvind. Om det är för lite spänt, öppnar akterliket (vinden försvinner ut ur seglet innan det lämnat maximal mängd energi) och om det är för hårt spänt, stänger akterliket (vinden "fastnar" och någon ny vind kan inte komma in). Om man har svårt att orka hänga ned båten i hårdvind, släpper man ofta på spristaken och seglet öppnas.

## Historia
Optimistjollen konstruerades 1947 i Clearwater, Florida av amerikanen Clark Mills (död 2001). Han blev av välgörenhetsorganisationen Optimist Club of America ombedd att konstruera en jolle för barn. Han tog idéer från Sharpien, en gammal konstruktion som ansågs vara sjövärdig även med stora laster. Båten kostade inte mer än $50.
Optimisten introducerades i Sverige av sjökapten Carl Quiding i Viken, Skåne, som hade sett båten i Danmark 1959. Hösten 1959 bildades Vikens Optimistjolleklubb och 10 jollar inköptes och en byggsats till en elfte. Under vintern hölls kurs i segling och knopslagning och våren 1960 skedde den första seglingen i Vikens hamn.
1962 bildades Svenska Optimistjolleförbundet (SOF) med Ivar Ahlgren från Göteborg som ordförande.
1965 skapades International Optimist Dinghy Association (IODA) och Sverige var ett av de sju länder som var med från starten. De övriga var USA, Storbritannien, Österrike, Norge, Danmark och Finland. Glasfiberskrov tilläts på tävling från och med 1970.
Under 1995 skärptes mätreglerna så att det blev strikta så kallade One Design-regler, vilket innebär att båtarna blir nästan exakt likadana. Tanken med de nya reglerna var att seglingarna skulle bli rättvisare (då allt beror på seglaren) och att båtarna skulle bli billigare. Om lägre priser och rättvisare seglingar har uppnåtts är inte alla överens om, men IODA menar att det varit en framgång. Absolut deadline för inmätning av gamla typen av båtar var den 1 mars 1996.

## Kappsegling
Vid VM i Optimistjolle i Ecuador 2004 deltog över 200 båtar. Varje land har rätt att skicka 5 båtar till VM. EM i Optimistjolle seglades 2004 på Korsö och Sandhamn i Stockholms skärgård. 2006 hölls EM i Workum i Nederländerna och VM i Montevideo i Uruguay. 2007 hölls VM på Sardinien i Italien och EM i Aten i Grekland. 2008 hölls VM i Cesmé i Turkiet, EM seglades i Riva del Garda. 

### Sverige

#### Riks- och regionkval
Den svenska uttagningen till VM (5 platser), EM (7 platser) och NM (20+20 platser) sker på rikskvalet. För att få delta på rikskvalet måste man ha kvalificerat sig genom att delta i  regionkval och lokala tävlingar. Aktuella tävlingsbestämmelser finns på Optimistjolleförbundets hemsida.

#### JSM
I Sverige seglas varje år junior-SM i Optimist samtidigt som flera andra jolleklasser. I praktiken är det ett SM, då gränsen för att vara junior går vid högre ålder än de femton som är maxgränsen för att segla optimist. Cirka 150 pojkar och 80 flickor brukar delta på JSM. JSM är en av få tävlingar där flickor och pojkar inte seglar mot varandra.
Aktuell information om JSM finns på Svenska Seglarförbundets hemsida: http://www.svensksegling.se/SSFtavlingar/JuniorSM
JSM har hållits (ofullständig lista):
- 2023 Stenungsund[7]
- 2022 Västerås[8]
- 2021 Lomma[9]
- 2020 Inställt på grund av Covid-19-pandemin[10]
- 2019 Björlanda Kile, Göteborg
- 2018 Saltsjöbaden
- 2017 Uppsala
- 2016 Västerås
- 2015 Båstad
- 2014 Lidingö
- 2013 Göteborg
- 2012 Helsingborg
- 2011 Arkösund
- 2010 Saltsjöbaden
- 2009 Vänersborg
- 2008 Båstad
- 2007 Marstrand
- 2006 Domsand (Vättern)
- 2005 Gottskär
- 2004 Västerås
- 2003 Hudiksvall
- 2002 Kalmar
- 2001 Varberg
- 2000 Saltsjöbaden
- 1999 Malmö
- 1998 Vänersborg
- 1997 Sundsvall
- 1996 Västervik
- 1995 Oxelösund
- 1994 Marstrand
- 1993 Karlstad
- 1992 Lomma / Bjärred
- 1991 Stenungsund
- 1990 Västerås
- 1989 Åmål
- 1988 Gävle
- 1987 Marstrand
- 1986 Enköping
- 1985 Sundsvall
- 1984 Vänersborg
- 1983 Västerås
- 1982 Ängelholm
- 1981 Härnösand
- 1980 Sölvesborg
- 1979 Nynäshamn
- 1978 Lidköping
- 1977 Varberg
- 1976 Västervik
- 1975 Marstrand
- 1974 Västerås
- 1973 Vänersborg
- 1971 [Karlskrona]
- 1970 [Lidköping]
- 1969 [Motala]
- 1967 Sölvesborg
- 1966 Västervik

## Bilder

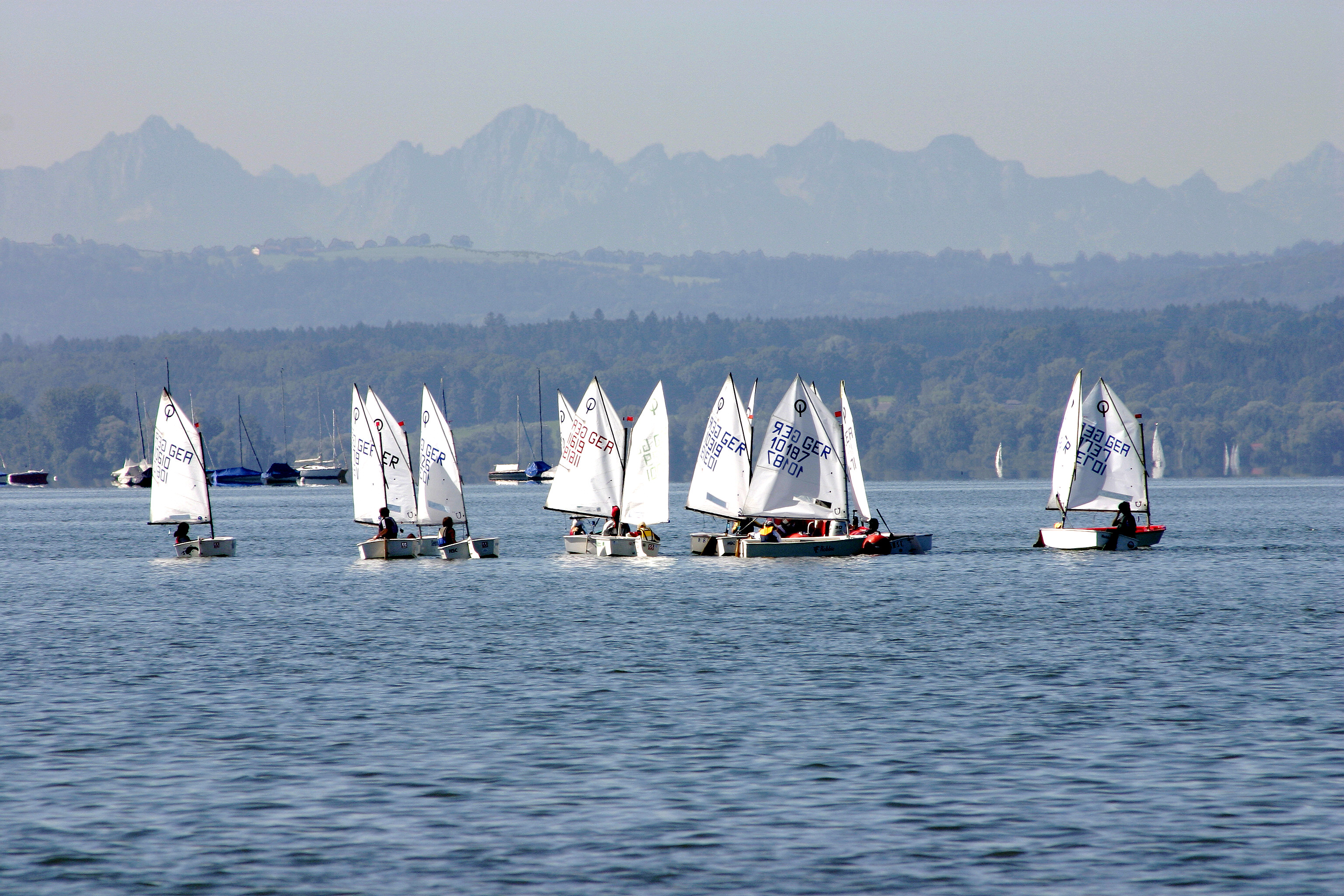
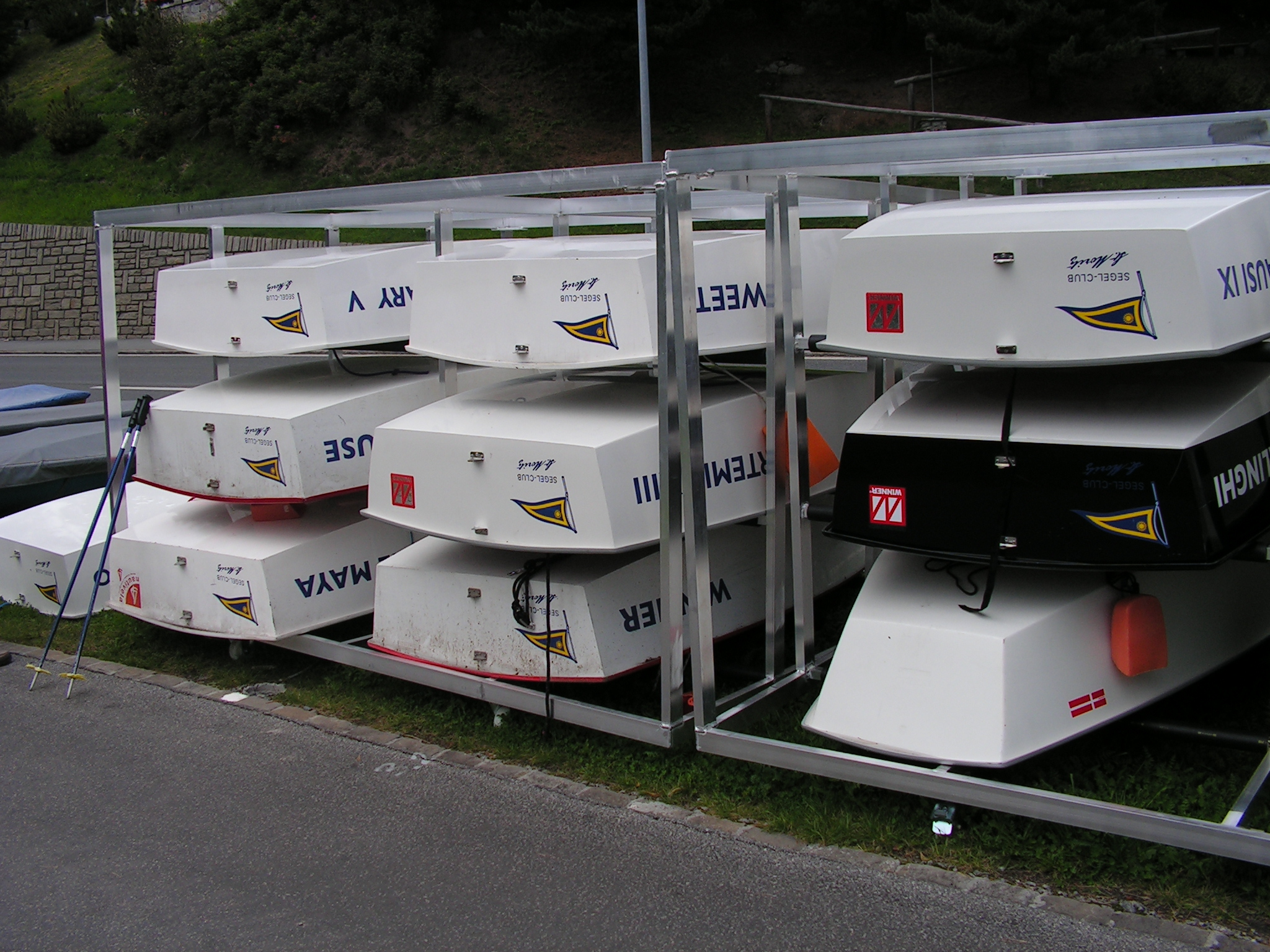
Typisk förvaring.
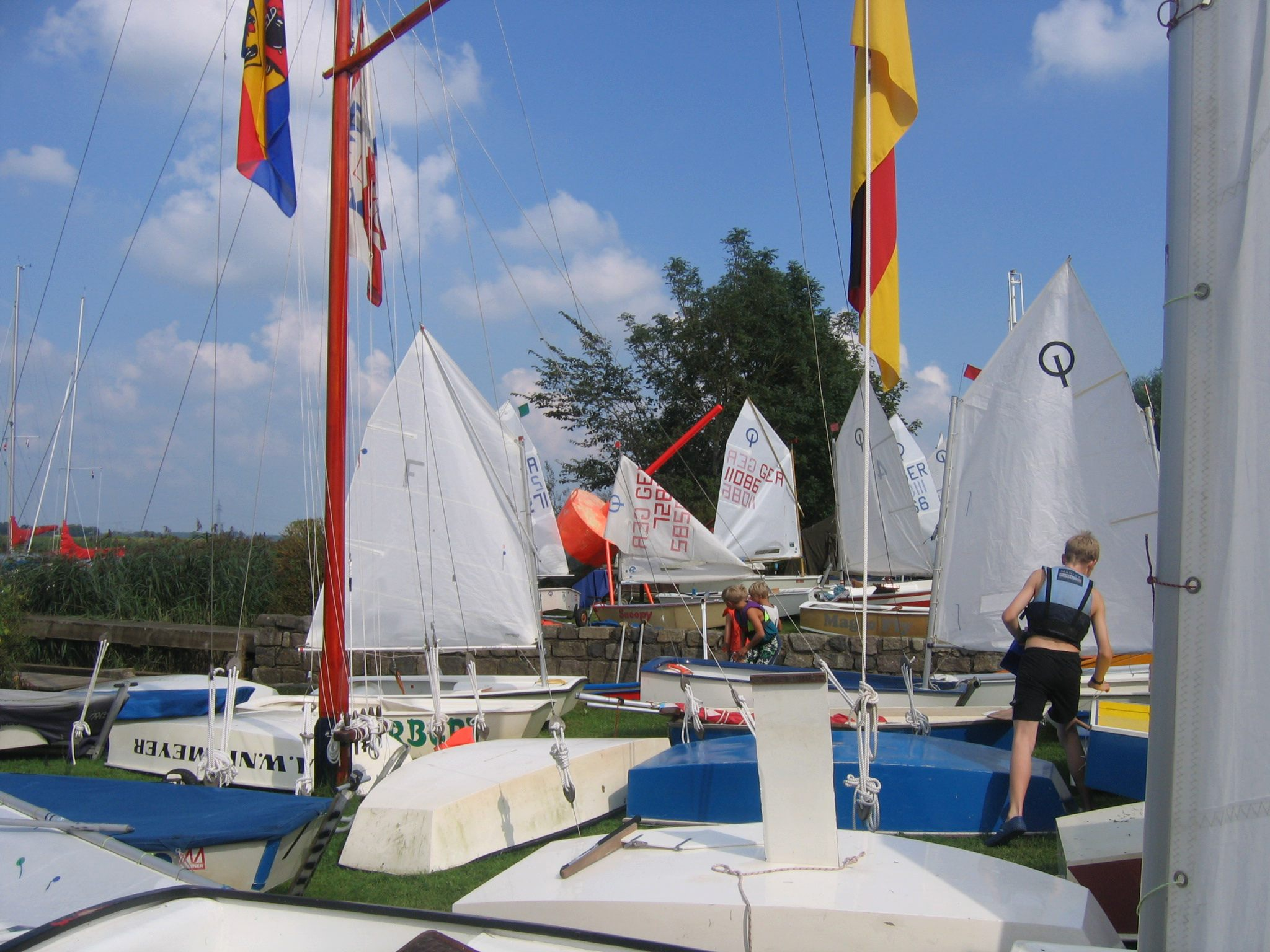